# Fuoco, fiamme e ceneri
Fuoco, fiamme e ceneri (Sappho) è un film muto del 1921 diretto da Dimitri Buchowetzki. Il regista firma anche la sceneggiatura ispirata al romanzo di Alexandre Dumas.

## Trama
A detta dello psichiatra che lo ha in cura presso un manicomio, l'ingegner Andreas de la Croix è uscito di senno a causa del suo amore per una donna di mondo, nota col nome di Sappho. Dello stesso parere sembra essere anche Sappho stessa, perché teme le ritorsioni del suo ultimo amante, il costruttore di automobili Georg Berking, che la donna ha appena lasciato, e che la minaccia di rivelare il tutto al suo nuovo spasimante. Quest'ultimo non è nient'altri che il fratello di Andreas, Richard, che è stato presentato alla donna dall'amico comune Teddy.
Georg Berking infatti rivela a Richard che suo fratello è diventato insano di mente quando Sappho, che era la fidanzata di Andreas, ha cominciato a tradirlo proprio con lui, Georg (corresponsabile quindi della malefatta che intendeva imputare solo alla donna). Richard abbandona Sappho, pur continuando ad amarla, e Georg, prima di uscire di scena, perfeziona la sua vendetta estromettendo l'infedele donna dalla ricca dimora in cui la manteneva fra gli agi.
A Richard non rimane che tornare dalla sua tradizionale fidanzata, Maria Garden, con la quale – pur senza particolare convinzione – si sposa. Ed è proprio durante il banchetto nuziale che Richard stesso comincia a dar segni di squilibrio: egli abbandona improvvisamente la sala e parte per destinazione incerta, lasciando i convitati a dir poco increduli. Nello stesso momento Andreas, dopo aver aggredito un inserviente, si allontana dalla casa di cura.
I due fratelli si rincontreranno apparentemente in modo casuale di lì a poco, nel teatro d'opera, sulla piazza antistante al quale impazzano i festeggiamenti del carnevale. In un palco è presente anche Sappho, col suo nuovo amante, Teddy. Andreas raggiunge Sappho e la uccide. Il suo cadavere viene portato via attraverso la folla, che si scosta appena per lasciar passare il feretro. Le danze continuano.   

## Produzione
Il film fu prodotto dalla Projektions-AG Union (PAGU) di Berlino.

## Distribuzione
Distribuito dall'Universum Film (UFA), uscì nelle sale cinematografiche tedesche presentato all'U.T. Kurfürstendamm di Berlino il 9 settembre 1921. Negli USA, presentato da Samuel Goldwyn e distribuito dalla Goldwyn Distributing Company con il titolo Mad Love, il film fu proiettato in prima a New York il 4 marzo 1923. In Italia, in una versione ridotta a 1.495 metri con visto di censura 18133 rilasciato nell'aprile 1923, la visione del film era approvata con riserva e la commissione di censura tagliò tre scene: a) nella prima parte la scena della danza di Mary sulla tavola; b) nella 2ª parte la scena in cui Maud si avvinghia all'industriale cercando di mitigare l'ira con atto eccessivamente erotico; c) la scena in cui Maud sola si desta e si agita nel letto.